# Eumerus breijeri
Eumerus breijeri är en tvåvingeart som beskrevs av Doesburg 1955. Eumerus breijeri ingår i släktet månblomflugor, och familjen blomflugor. Inga underarter finns listade i Catalogue of Life.